# Peter G. Gerry

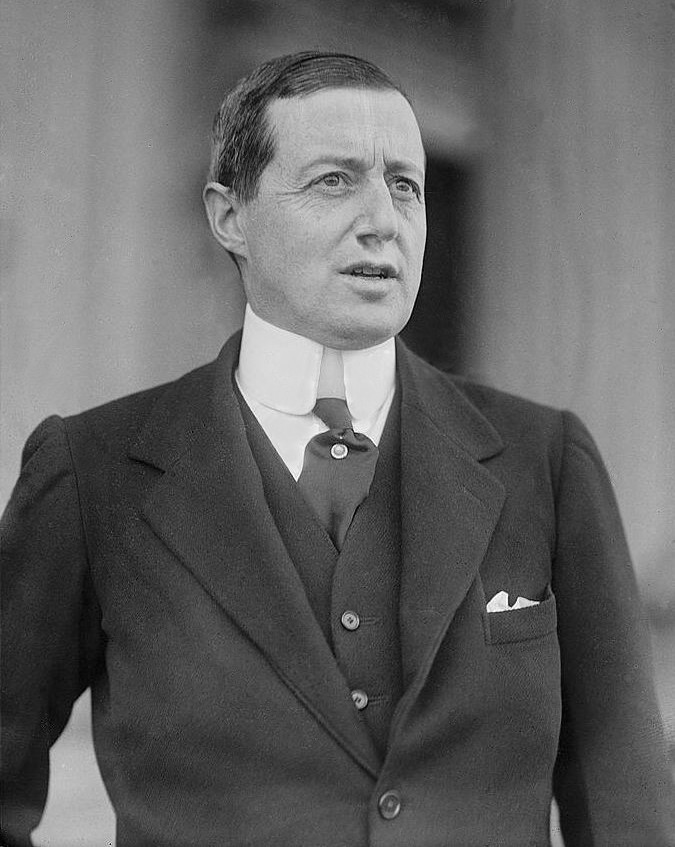
Peter G. Gerry

Peter Goelet Gerry (* 18. September 1879 in New York City; † 31. Oktober 1957 in Providence, Rhode Island) war ein US-amerikanischer Politiker (Demokratische Partei), der den Bundesstaat Rhode Island in beiden Kammern des US-Kongresses vertrat.

## Leben
Peter G. Gerry war der Urenkel von Elbridge Gerry, dem fünften US-Vizepräsidenten, auf den der Begriff Gerrymandering zurückgeht. Gemeinsam mit seinem Bruder Robert wurde er im Sommer 1899 vom späteren kanadischen Ministerpräsidenten William Lyon Mackenzie King privat unterrichtet.
1901 graduierte Gerry an der Harvard University; nach seinem Jura-Studium wurde er 1906 in die Anwaltskammer von Rhode Island aufgenommen. Er heiratete 1910 Mathilde Townsend, eine wohlhabende Dame der Gesellschaft; 1925 trennte sich das Paar. Später ging er eine zweite Ehe mit Edith Stuyvesant Vanderbilt ein, der Witwe des 1914 verstorbenen Geschäftsmanns George Washington Vanderbilt II.
Der Gerry-Gletscher in der Antarktis ist nach ihm benannt.

## Politik
Im Jahr 1913 wurde Peter Gerry als Vertreter des 2. Distrikts von Rhode Island ins US-Repräsentantenhaus gewählt. Diesem gehörte er zwei Jahre lang; bei der Wiederwahl scheiterte er. Dafür erfolgte im Jahr 1916 die Wahl in den US-Senat, wo er nach einer Wiederwahl bis 1929 verblieb und in den Anfangsjahren als Anhänger von Präsident Woodrow Wilson galt. Er fungierte zwischen 1919 und 1929 als Whip der demokratischen Fraktion. 1928 verfehlte er die erneute Nominierung durch seine Partei; im Jahr 1935 kehrte er aber für weitere zwölf Jahre in den Senat zurück, den er schließlich 1946 verließ, als er nicht mehr kandidierte. Im Senat stimmte er als einer von drei Demokraten gegen den von den Republikanern eingebrachten Immigration Act of 1924, der die Einwanderungsbeschränkungen insbesondere für Süd- und Osteuropäer sowie bestimmte asiatische Herkunftsländer weiter verschärfte.